# Lichaamsgerichte psychotherapie
Lichaamsgerichte psychotherapie is een overkoepelend begrip voor verschillende behandelingsvormen die als uitgangspunt hebben, dat het lichaam, gedachten, emoties en gevoelens samenhangen en dat er door deze samenhang wegen bestaan om het welbevinden van de mens te verbeteren.

## Herkomst
In de Westerse psychotherapie is deze benadering relatief nieuw; in de Oosterse tradities is onderlinge beïnvloeding van de lichamelijke en geestelijke gezondheid al duizenden jaren een gangbare theorie. Eenzijdige beïnvloeding van de geest op het lichaam, oftewel de psychosomatiek, werd al beweerd in de 18e eeuw door Hieronymus David Gaubius. J.V. Brady toonde in 1971 aan dat apen onder psychische druk maagzweer kunnen krijgen. Voorbeelden bij de mens zijn ook de invloed van seksuele gedachten op het lichaam en de invloed van lichamelijke pijn op de geest.
De voornaamste grondlegger van lichaamsgerichte psychotherapie is Wilhelm Reich. Andere ontwikkelaars op dit terrein zijn  Moshé Feldenkrais, Alexander Lowen, Stanley Keleman, Gerda Boyesen en John Pierrakos. Reich ontdekte in het lichaam verhardingen in de vorm van spierspanningen en blokkades, waarmee het fysieke organisme op verdrongen gevoelens zou reageren. Hij noemde dit lichaamspantsers. Reich ontwikkelde tevens een karaktertheorie gebaseerd op eerder werk van zijn leraar Sigmund Freud waarbij niet alleen de psyche maar ook het lichaam werd betrokken. Hij nam waar dat bepaalde karakterstructuren zich ook lichamelijk uitdrukten zoals in de lichaamsbouw, de motoriek en expressie. Volgens Reich zou de psychotherapie zich niet alleen met de psyche moeten bezighouden maar ook met het lichaam in de vorm van intensief ademen, bewegen en expressiviteit. Hieruit ontstonden therapievormen als: bio-energetica, biodynamische therapie, core-energetica, emotioneel lichaamswerk, rebirthing, rolfing, postural integration en primaltherapie.